# HD 1663
HD 1663，又名BD+10 32，SAO 91858、HR 81，是一颗恒星，视星等为6.56，位于銀經110.93，銀緯-51.18，其B1900.0坐标为赤經0h 15m 45.4s，赤緯+10° -51.18′ 22″。